# 賴德 (懷特島)
賴德（英語：Ryde）是英格蘭的一個海濱小鎮和民政教區。賴德是懷特島上人口最多的都會區，在2011年人口普查時有人口23,999人。賴德位於懷特島的東北海岸。賴德棧橋是英國第四長棧橋和最古老的棧橋。

## 外部連結
- Ryde Social Heritage Group （页面存档备份，存于）
- Ryde Harbour
- Pictures of old Ryde （页面存档备份，存于）
- Ryde Old Postcards （页面存档备份，存于）
- Historic Ryde Society （页面存档备份，存于）
- Ryde Guide and Video